# Saint-Aubin-de-Scellon
Pour les articles homonymes, voir Saint-Aubin.
Saint-Aubin-de-Scellon est une commune française située dans le département de l'Eure, en région Normandie.

## Géographie

### Localisation
Saint-Aubin-de-Scellon est une commune de l'Ouest du département de l'Eure située dans la région naturelle du Lieuvin.
| Bailleul-la-Vallée | Fresne-Cauverville     | Heudreville-en-Lieuvin |
| Fontaine-la-Louvet | Saint-Aubin-de-Scellon | Le Favril Folleville   |
| Fontaine-la-Louvet | Barville               | Folleville             |

### Hydrographie
La commune est située dans le bassin Seine-Normandie. Elle est drainée par la Calonne, le ruisseau de l'Abbesse et un autre petit cours d'eau,.
La Calonne, d'une longueur de 45 km, prend sa source dans la commune du Planquay et se jette  dans la Touques à Pont-l'Évêque, après avoir traversé 19 communes.

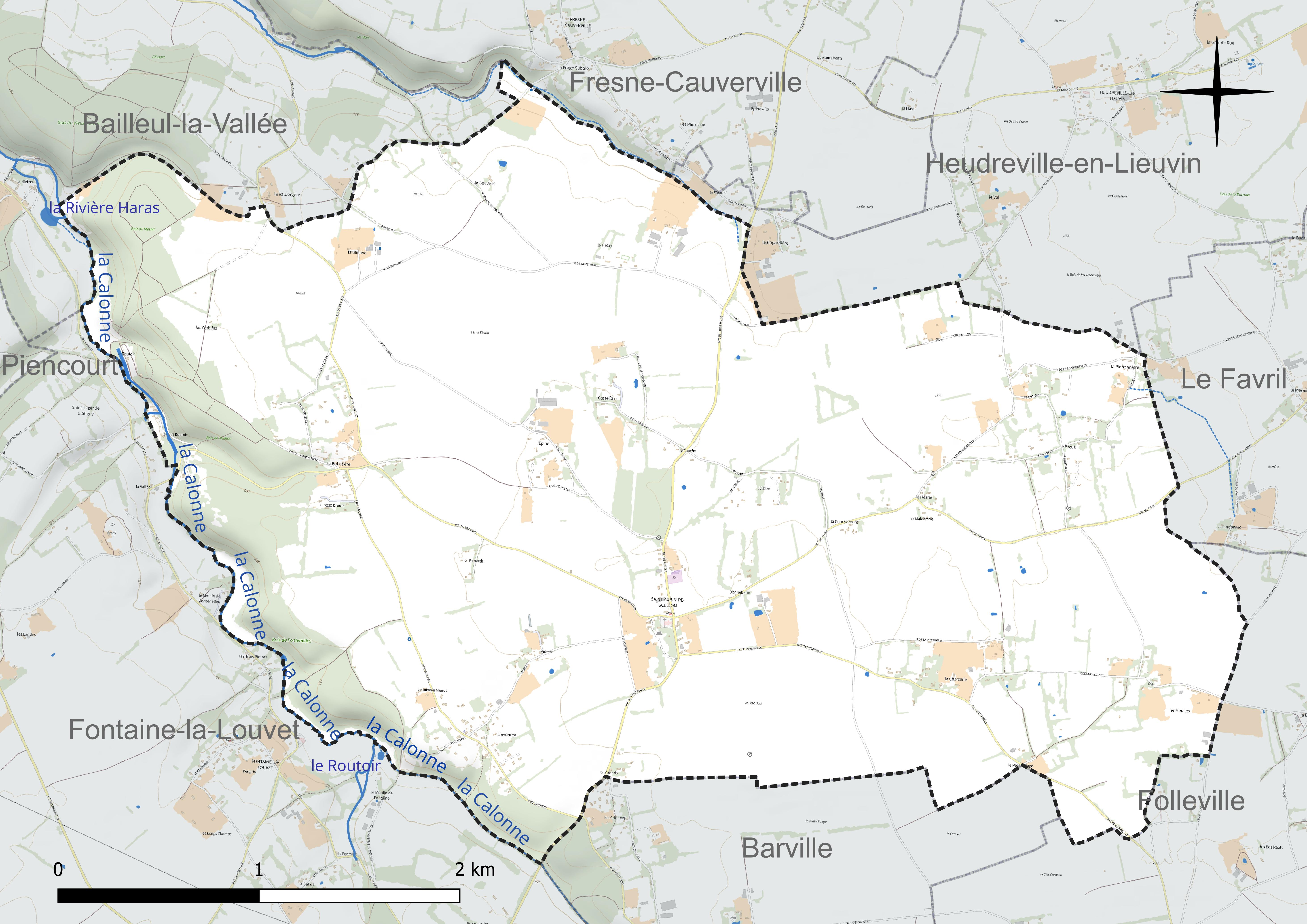
Réseau hydrographique de Saint-Aubin-de-Scellon.

### Climat
Le climat qui caractérise la commune est qualifié, en 2010, de « climat océanique dégradé des plaines du Centre et du Nord », selon la typologie des climats de la France qui compte alors huit grands types de climats en métropole. En 2020, la commune ressort du type « climat océanique altéré » dans la classification établie par Météo-France, qui ne compte désormais, en première approche, que cinq grands types de climats en métropole. Il s’agit d’une zone de transition entre le climat océanique, le climat de montagne et le climat semi-continental. Les écarts de température entre hiver et été augmentent avec l'éloignement de la mer. La pluviométrie est plus faible qu'en bord de mer, sauf aux abords des reliefs.
Les paramètres climatiques qui ont permis d’établir la typologie de 2010 comportent six variables pour les températures et huit pour les précipitations, dont les valeurs correspondent à la normale 1971-2000. Les sept principales variables caractérisant la commune sont présentées dans l'encadré ci-après. 
| Paramètres climatiques communaux sur la période 1971-2000 - Moyenne annuelle de température : 10 °C - Nombre de jours avec une température inférieure à −5 °C : 3,2 j - Nombre de jours avec une température supérieure à 30 °C : 1,6 j - Amplitude thermique annuelle : 13,3 °C - Cumuls annuels de précipitation : 865 mm - Nombre de jours de précipitation en janvier : 12,8 j - Nombre de jours de précipitation en juillet : 8,6 j |

Avec le changement climatique, ces variables ont évolué. Une étude réalisée en 2014 par la Direction générale de l'Énergie et du Climat complétée par des études régionales prévoit en effet que la  température moyenne devrait croître et la pluviométrie moyenne baisser, avec toutefois de fortes variations régionales. Ces changements peuvent être constatés sur la station météorologique de Météo-France la plus proche, « Lieurey », sur la commune de Lieurey, mise en service en 2000 et qui se trouve à 7 km à vol d'oiseau,, où la température moyenne annuelle est de 11 °C et la hauteur de précipitations de 879,1 mm pour la période 1981-2010.
Sur la station météorologique historique la plus proche, « Deauville », sur la commune de Deauville, mise en service en 1973 et à 36 km, la température moyenne annuelle évolue de 10,3 °C pour la période 1971-2000 à 10,7 °C pour 1981-2010, puis à 11 °C pour 1991-2020. 

## Urbanisme

### Typologie
Saint-Aubin-de-Scellon est une commune rurale, car elle fait partie des communes peu ou très peu denses, au sens de la grille communale de densité de l'Insee,,,. 
La commune est en outre hors attraction des villes,.

### Occupation des sols

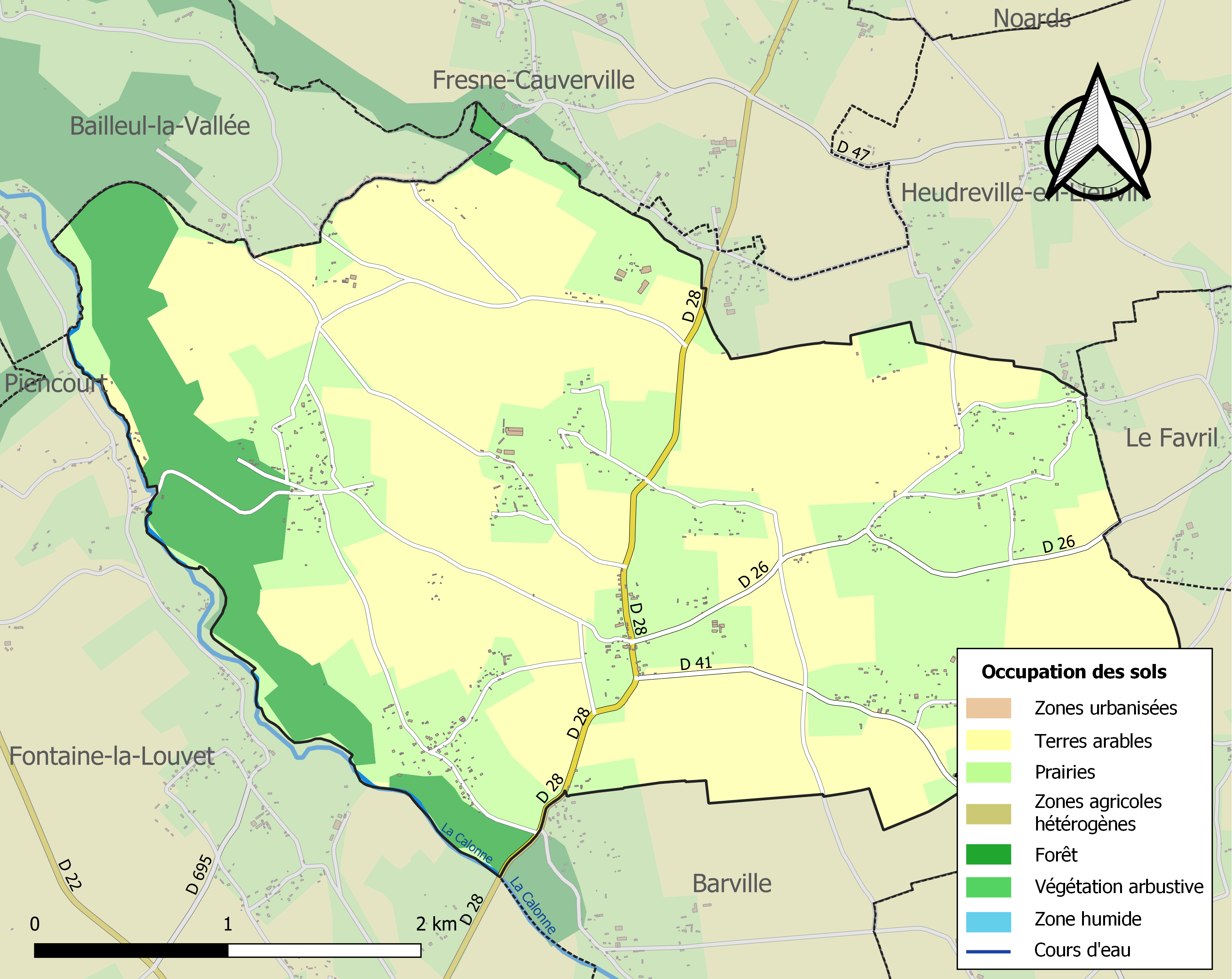
Carte des infrastructures et de l'occupation des sols de la commune en 2018 (CLC).

L'occupation des sols de la commune, telle qu'elle ressort de la base de données européenne d’occupation biophysique des sols Corine Land Cover (CLC), est marquée par l'importance des territoires agricoles (90,1 % en 2018), une proportion identique à celle de 1990 (90,1 %). La répartition détaillée en 2018 est la suivante : 
terres arables (53,7 %), prairies (36,5 %), forêts (9,9 %).
L'IGN met par ailleurs à disposition un outil en ligne permettant de comparer l’évolution dans le temps de l’occupation des sols de la commune (ou de territoires à des échelles différentes). Plusieurs époques sont accessibles sous forme de cartes ou photos aériennes : la carte de Cassini (XVIIIe siècle), la carte d'état-major (1820-1866) et la période actuelle (1950 à aujourd'hui).

## Toponymie
Le nom de la localité est attesté sous la forme Sanctus Albinus et Sanctus Albinus de Sellon (cartulaire du Bec) en 1251, Sanctus Albinus de Chalons en 1293 (L. P.), Sainct Aubin de Cellon ou de Sallon en 1303 (La Roque), Saint Aubin de Sellon en 1469 (monstre).
Le nom primitif est déterminé par un hagionyme, la paroisse et l'église sont dédiées à saint Aubin.
L'élément Sellon est peut-être emprunté au nom d'homme Serlo / Sello, fréquent dans la Normandie ducale, comprendre Serlon, devenu Sellon par assimilation de [r].

## Politique et administration
| Période                                  | Période  | Identité        | Étiquette | Qualité  |
| ---------------------------------------- | -------- | --------------- | --------- | -------- |
| mars 2001                                | En cours | Pierre Espaldet | DVD       | Retraité |
| Les données manquantes sont à compléter. |          |                 |           |          |

## Démographie
L'évolution du nombre d'habitants est connue à travers les recensements de la population effectués dans la commune depuis 1793. Pour les communes de moins de 10 000 habitants, une enquête de recensement portant sur toute la population est réalisée tous les cinq ans, les populations de référence des années intermédiaires étant quant à elles estimées par interpolation ou extrapolation. Pour la commune, le premier recensement exhaustif entrant dans le cadre du nouveau dispositif a été réalisé en 2008.

En 2022, la commune comptait 330 habitants, en évolution de −7,04 % par rapport à 2016 (Eure : −0,25 %, France hors Mayotte : +2,11 %).
| 1793  | 1800  | 1806  | 1821  | 1831  | 1836  | 1841  | 1846  | 1851  |
| ----- | ----- | ----- | ----- | ----- | ----- | ----- | ----- | ----- |
| 1 185 | 1 221 | 1 326 | 1 404 | 1 419 | 1 386 | 1 376 | 1 346 | 1 290 |

| 1856  | 1861  | 1866  | 1872  | 1876  | 1881 | 1886 | 1891 | 1896 |
| ----- | ----- | ----- | ----- | ----- | ---- | ---- | ---- | ---- |
| 1 220 | 1 207 | 1 153 | 1 057 | 1 012 | 916  | 850  | 791  | 705  |

| 1901 | 1906 | 1911 | 1921 | 1926 | 1931 | 1936 | 1946 | 1954 |
| ---- | ---- | ---- | ---- | ---- | ---- | ---- | ---- | ---- |
| 697  | 640  | 554  | 453  | 456  | 410  | 438  | 439  | 406  |

| 1962 | 1968 | 1975 | 1982 | 1990 | 1999 | 2006 | 2008 | 2013 |
| ---- | ---- | ---- | ---- | ---- | ---- | ---- | ---- | ---- |
| 378  | 347  | 277  | 299  | 285  | 314  | 334  | 340  | 360  |

| 2018 | 2022 | - | - | - | - | - | - | - |
| ---- | ---- | - | - | - | - | - | - | - |
| 338  | 330  | - | - | - | - | - | - | - |

## Culture locale et patrimoine

### Lieux et monuments

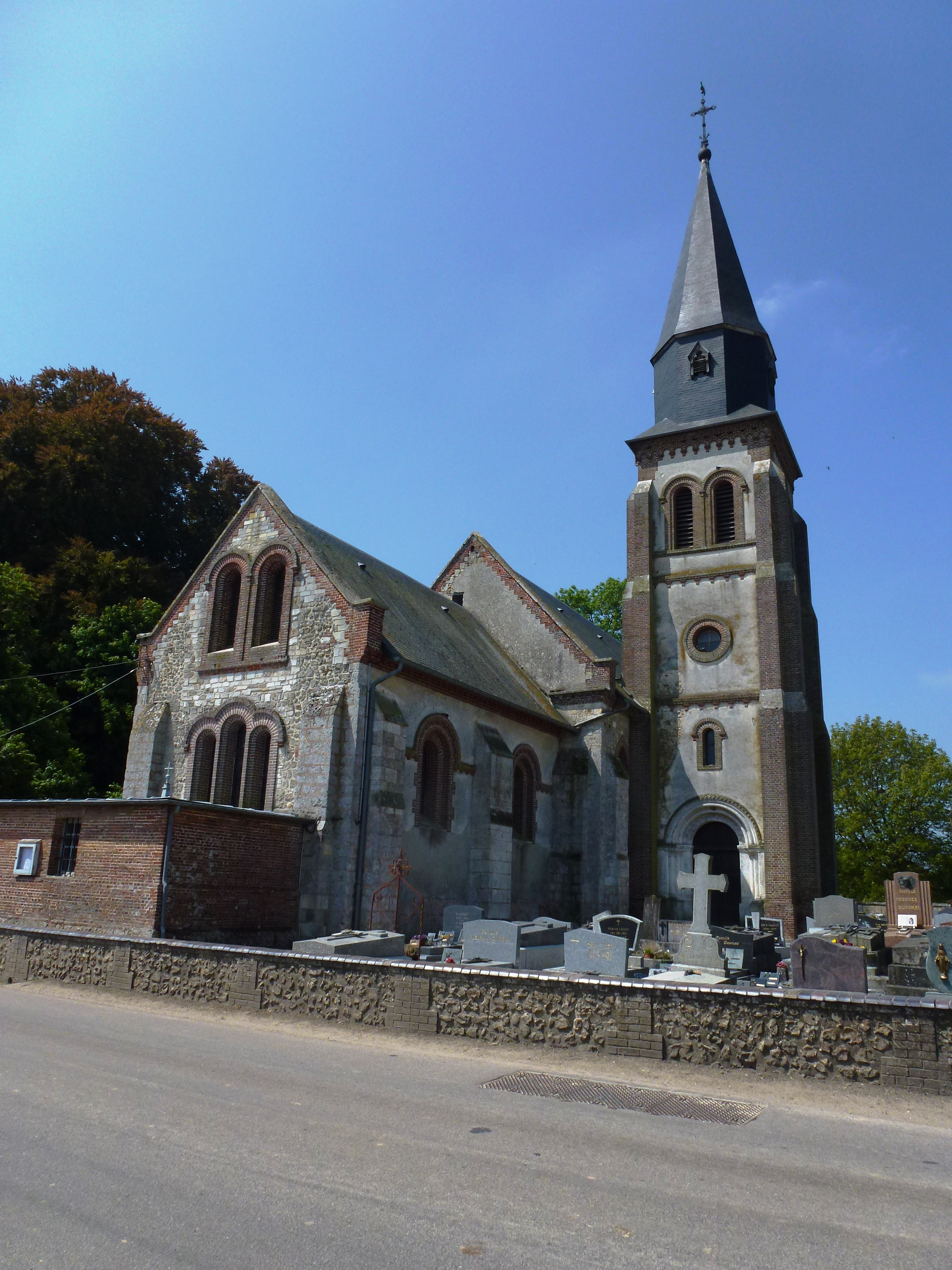
Église.
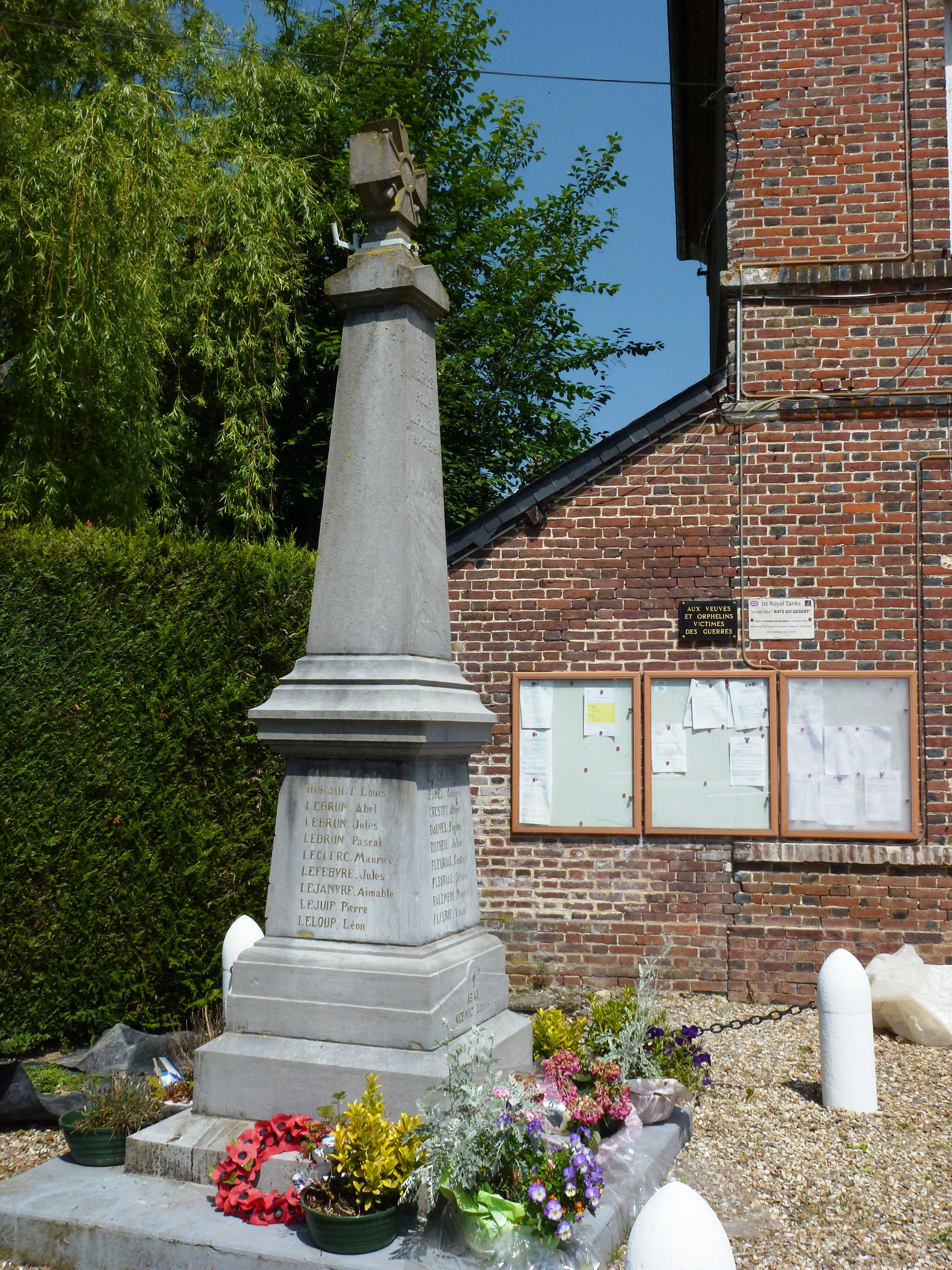
Monument aux morts.
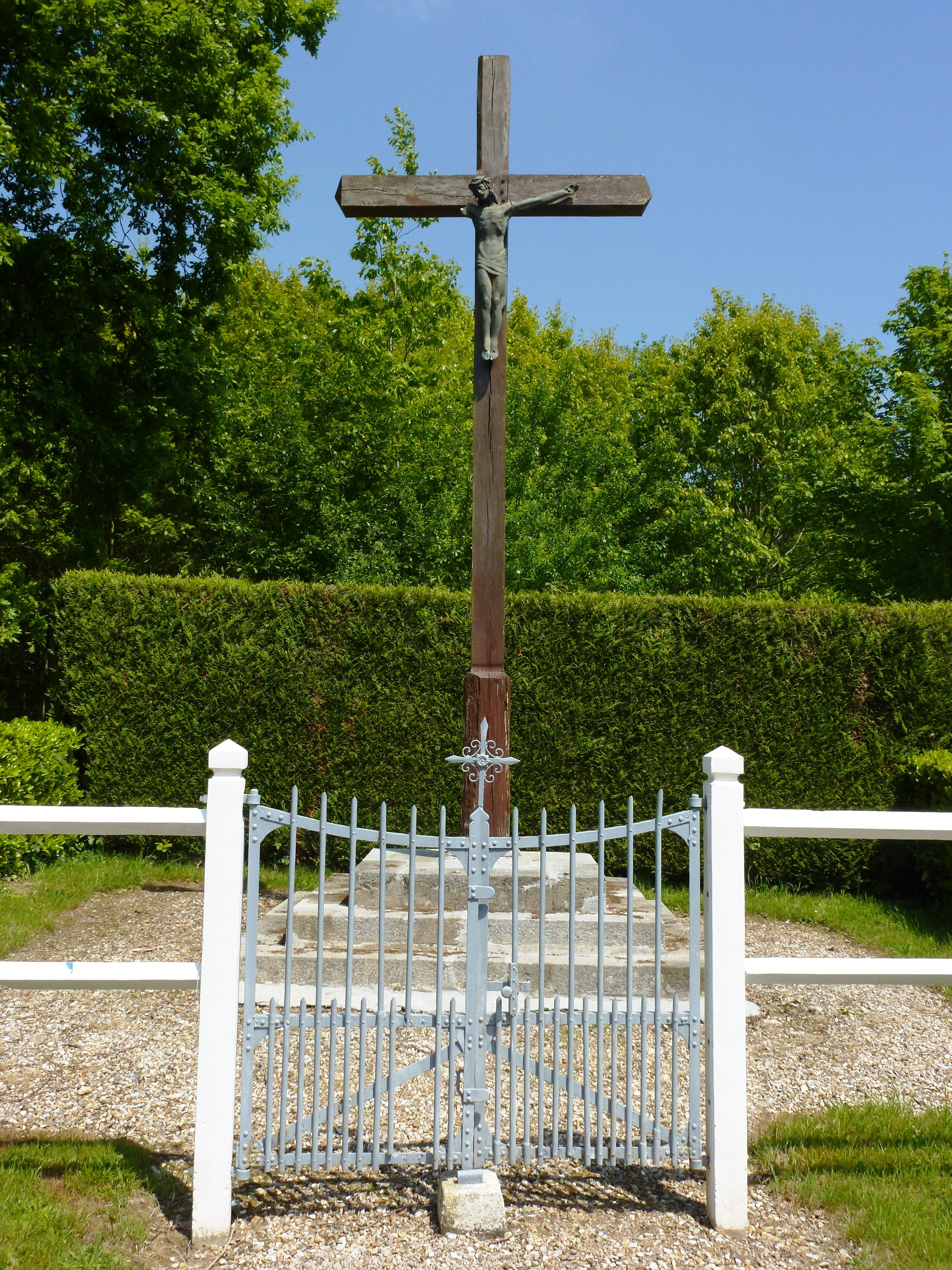
Croix de chemin.
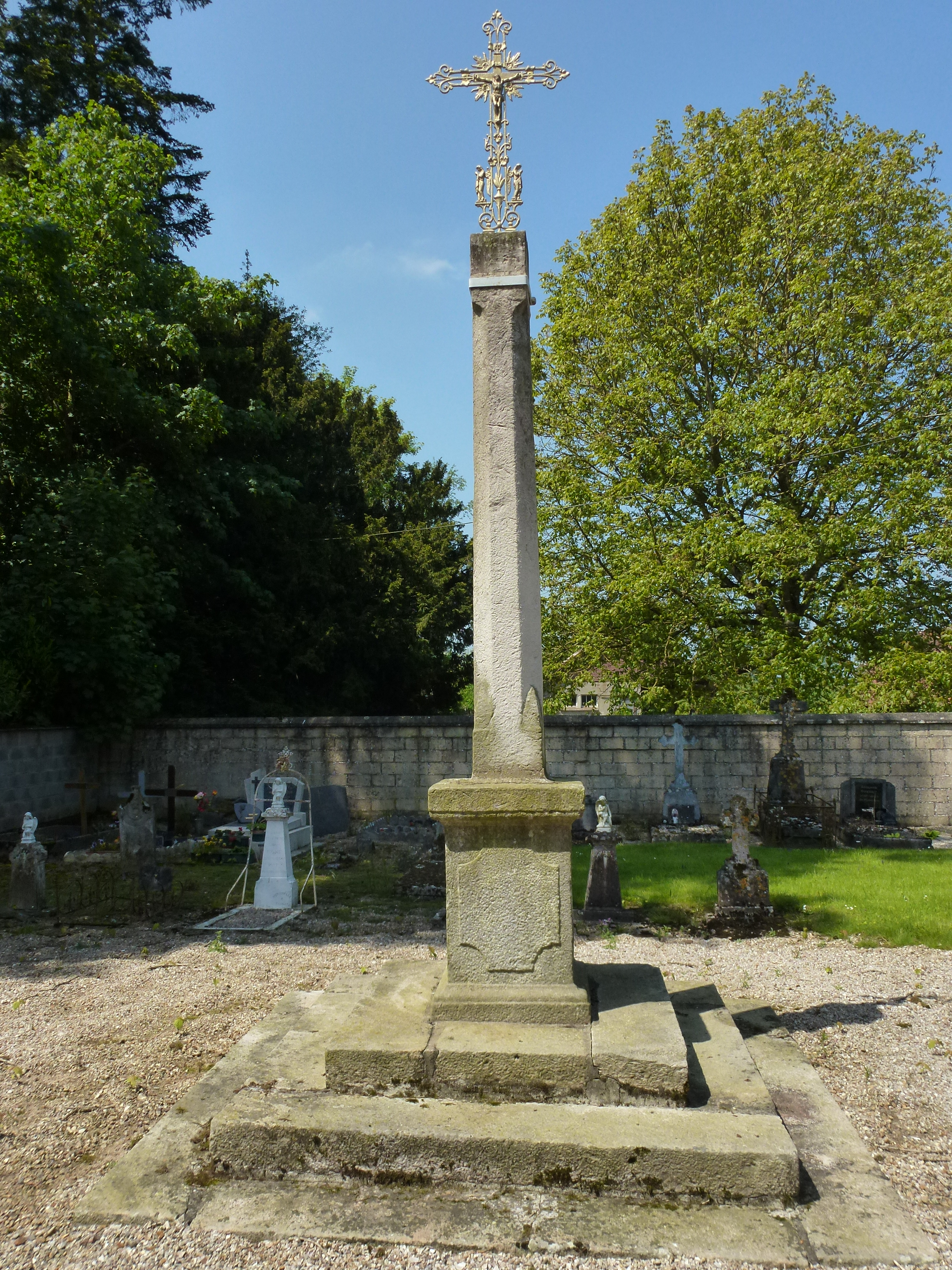
Croix de cimetière.
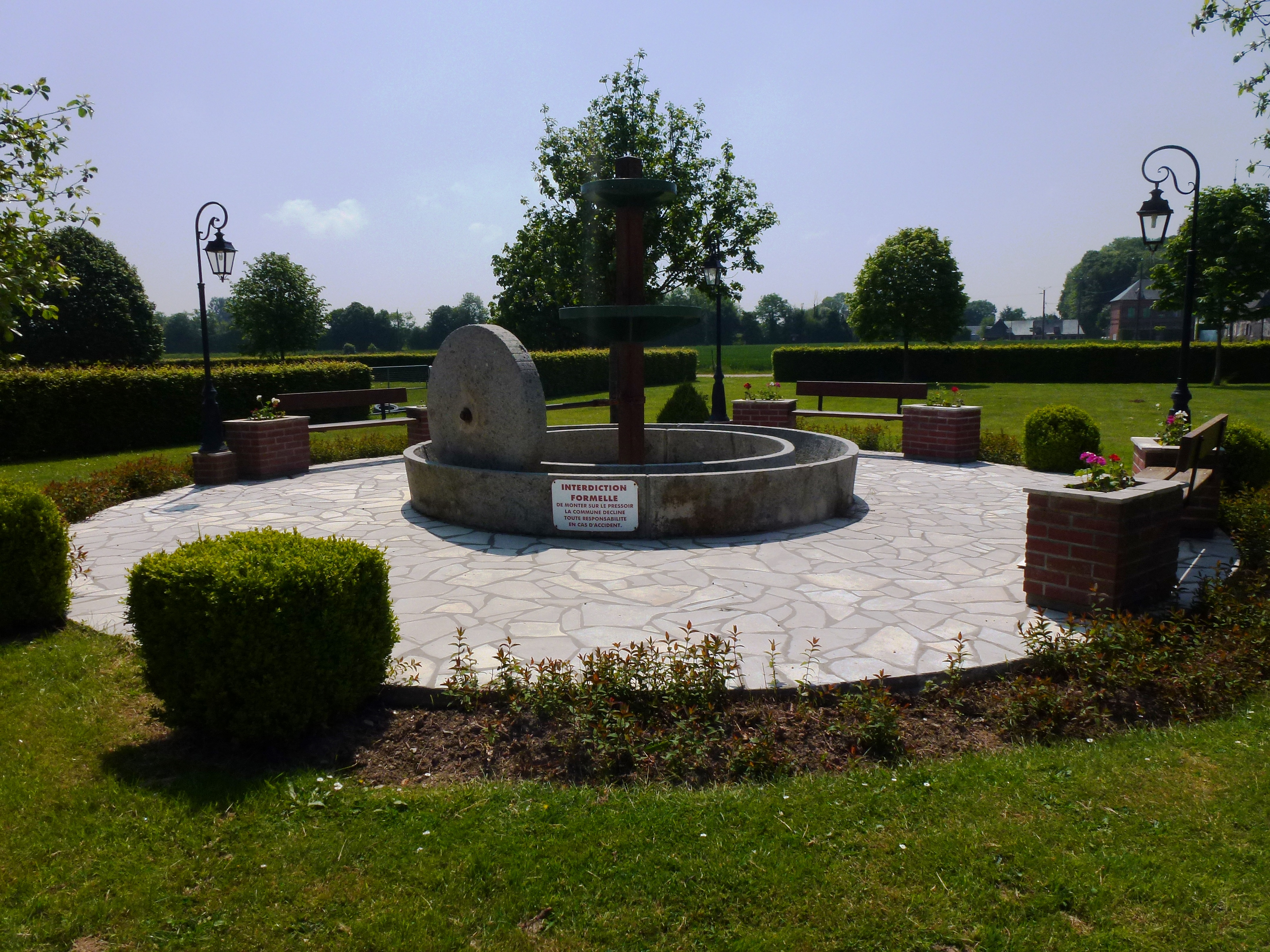
Pressoir.

### Patrimoine naturel

#### Natura 2000
- Le haut-bassin de la Calonne[34].

#### ZNIEFF de type 2
- La haute vallée de la Calonne[35].